# The Millionaire Waltz
«The Millionaire Waltz» fue escrita por Freddie Mercury en alusión al mánager de Queen y Elton John, en ese momento John Reid. La canción fue realizada por la banda de rock inglesa Queen en 1976 como parte de su disco A Day at the Races.
Es una canción muy parecida a «Bohemian Rhapsody» en lo que se refiere al aspecto musical. En esta canción se puede ver a Brian May utilizando distintos tipos de acordes que cambian de acuerdo a como avanza la canción.
Cabe destacar la gran destreza del bajista, John Deacon, que en este tema se demuestra su gran habilidad en dicho instrumento.
- Datos: Q6144875